# Abbaran
Abbaran (pers. ‏اب باران‎)– wieś w Iranie, w ostanie Chuzestan. W 2006 roku miejscowość liczyła 85 mieszkańców w 15 rodzinach.